# Académie royale suédoise des sciences de la guerre
L'Académie royale suédoise des sciences de la guerre (suédois : Kungliga Krigsvetenskapsakademien, (KKrVA)) est une institution suédoise indépendante, dont l'objectif est de « promouvoir la science dans l'intérêt de la Défense et de la sécurité de la Suède ».

## Histoire
L'académie est fondée le 12 novembre 1796 sous le nom d'association des hommes de guerre suédois (suédois : Svenska krigsmannasällskapet). L'initiative en revient au capitaine Gustaf Wilhelm af Tibell (sv) qui enseigne entre 1792 et 1795 à l'académie de la guerre (en) au château de Karlberg. Les membres fondateurs de l'académie sont au nombre de 45, et lors de la première assemblée 19 membres supplémentaires sont élus. Le premier étranger à y siéger est le Français Napoléon Bonaparte.
C'est le 2 mai 1805 que l'académie prend son nom actuel, après avoir reçu l'agrément du roi Gustave IV Adolphe. Elle publie depuis 1833 son propre journal, et son jour d'honneur est le 12 novembre, date anniversaire de sa première assemblée.

## L'académie aujourd'hui
L'académie est aujourd'hui placée sous la protection du roi Charles XVI Gustave, et elle est présidée depuis 2010 par le vice-amiral Frank Rosenius (en). Elle se compose de 400 membres, représentants des différentes composantes des forces armées suédoises. Le rôle de l'académie est de réunir le savoir militaire du pays au profit de la Défense nationale, et ses membres prennent souvent en charge des consultations en provenance directe du ministère de la Défense. L'académie conduit également des études sur des thématiques de son choix. Elle est organisée en six départements :
- sciences de la guerre terrestre,
- sciences de la guerre navale,
- sciences de la guerre aérienne,
- sciences et techniques militaires,
- autres sciences appliquées à la sécurité et à la défense du royaume,
- sciences appliquées à la politique de sécurité.